# Recebedores da Cruz de Cavaleiro da Cruz de Ferro com Folhas de Carvalho e Espadas
A seguir está a lista completa dos recebedores da Cruz de Cavaleiro da Cruz de Ferro com Folhas de Carvalho e Espadas organizados pela data em que receberam a condecoração.
| Nº  | Nome                                 | Serviço      | Título Militar               | Unidade                                                | Data de Adjudicação | Notas                                                                |
| --- | ------------------------------------ | ------------ | ---------------------------- | ------------------------------------------------------ | ------------------- | -------------------------------------------------------------------- |
| 1   | Adolf Galland                        | Luftwaffe    | Oberstleutnant               | Jagdgeschwader 26                                      | 21 Jun 1941         | 2. Diamantes 28 Jan 1942                                             |
| 2   | Werner Mölders                       | Luftwaffe    | Major                        | Jagdgeschwader 51                                      | 22 Jun 1941         | 1. Diamantes 15 Jul 1941                                             |
| 3   | Walter Oesau                         | Luftwaffe    | Hauptmann                    | III./Jagdgeschwader 3 "Udet"                           | 15 Jul 1941         |                                                                      |
| 4   | Günther Lützow                       | Luftwaffe    | Major                        | Jagdgeschwader 3 "Udet"                                | 11 Out 1941         |                                                                      |
| 5   | Otto Kretschmer                      | Kriegsmarine | Korvettenkapitän             | U-99                                                   | 26 Dez 1941         |                                                                      |
| 6   | Erwin Rommel                         | Heer         | General der Panzertruppe     | Panzergruppe Afrika                                    | 20 Jan 1942         | 6. Diamantes 11 Mar 1943                                             |
| 7   | Heinrich Bär                         | Luftwaffe    | Hauptmann                    | 1./Jagdgeschwader 51                                   | 16 Fev 1942         |                                                                      |
| 8   | Hans Philipp                         | Luftwaffe    | Hauptmann                    | I./Jagdgeschwader 54                                   | 12 Mar 1942         |                                                                      |
| 9   | Herbert Ihlefeld                     | Luftwaffe    | Hauptmann                    | I./Jagdgeschwader 77                                   | 24 Abr 1942         |                                                                      |
| 10  | Max-Hellmuth Ostermann               | Luftwaffe    | Oberleutnant                 | 7./Jagdgeschwader 54                                   | 17 Mai 1942         |                                                                      |
| 11  | Hermann Graf                         | Luftwaffe    | Leutnant                     | 9./Jagdgeschwader 52                                   | 19 Mai 1942         | 5. Diamantes 16 Set 1942                                             |
| 12  | Hans-Joachim Marseille               | Luftwaffe    | Oberleutnant                 | 3./Jagdgeschwader 27                                   | 18 Jun 1942         | 4. Diamantes 3 Set 1942                                              |
| 13  | Gordon Gollob                        | Luftwaffe    | Hauptmann                    | Jagdgeschwader 77                                      | 23 Jun 1942         | 3. Diamantes 30 Ago 1942                                             |
| 14  | Leopold Steinbatz*                   | Luftwaffe    | Oberfeldwebel                | 9./Jagdgeschwader 52                                   | 23 Jun 1942         | Morto em Ação 23 Jun 1942                                            |
| 15  | Albert Kesselring                    | Heer         | Generalfeldmarschall         | OB Süd                                                 | 18 Jul 1942         | 14. Diamantes 19 Jul 1944                                            |
| 16  | Werner Baumbach                      | Luftwaffe    | Hauptmann                    | I./Kampfgeschwader 30                                  | 17 Ago 1942         |                                                                      |
| 17  | Erich Topp                           | Kriegsmarine | Kapitänleutnant              | U-552                                                  | 17 Ago 1942         |                                                                      |
| 18  | Reinhard Suhren                      | Kriegsmarine | Kapitänleutnant              | Comandante do U-564                                    | 01 Set 1942         |                                                                      |
| 19  | Joachim Müncheberg                   | Luftwaffe    | Hauptmann                    | Jagdgeschwader 51                                      | 09 Set 1942         |                                                                      |
| 20  | Joachim Helbig                       | Luftwaffe    | Hauptmann                    | I. (K)/Lehrgeschwader 1                                | 28 Set 1942         |                                                                      |
| 21  | Karl Eibl                            | Heer         | Generalmajor                 | 385ª Divisão de Infantaria                             | 19 Dez 1942         |                                                                      |
| 22  | Hans Hube                            | Heer         | Generalleutnant              | XIV Corpo Panzer                                       | 21 Dez 1942         | 13. Diamantes 20 Abr 1944                                            |
| 23  | Wolf-Dietrich Wilcke                 | Luftwaffe    | Major                        | Jagdgeschwader 3 "Udet"                                | 23 Dez 1942         |                                                                      |
| 24  | Alfred Druschel                      | Luftwaffe    | Hauptmann                    | I./Schlachtgeschwader 1                                | 19 Fev 1943         |                                                                      |
| 25  | Hermann Balck                        | Heer         | Generalleutnant              | 11ª Divisão Panzer                                     | 4 Mar 1943          | 19. Diamantes 31 Ago 1944                                            |
| 26  | Sepp Dietrich                        | Waffen-SS    | SS-Obergruppenführer         | SS-Panzergrenadier-Division "LSSAH"                    | 14 Mar 1943         | 16. Diamantes 6 Ago 1944                                             |
| 27  | Hyazinth Graf Strachwitz             | Heer         | Oberst                       | Panzer-Regiment "Großdeutschland"                      | 28 Mar 1943         | 11. Diamantes 15 Abr 1944                                            |
| 28  | Walter Model                         | Heer         | Generaloberst                | 9º Exército                                            | 02 Abr 1943         | 17. Diamantes 17 Ago 1944                                            |
| 29  | Wolfgang Lüth                        | Kriegsmarine | Kapitänleutnant              | U-181                                                  | 25 Abr 1943         | 7. Diamantes 9 Ago 1943                                              |
| 30  | Walter Gorn                          | Heer         | Oberst                       | Panzergrenadier-Regiment 10                            | 08 Jun 1943         |                                                                      |
| 31  | Dietrich Peltz                       | Luftwaffe    | Oberst i.G                   | Angriffsführer England                                 | 23 Jul 1943         |                                                                      |
| 32  | Helmut Lent                          | Luftwaffe    | Major                        | IV./Nachtjagdgeschwader 1                              | 02 Ago 1943         | 15. Diamantes 31 Jul 1944                                            |
| 33  | Adelbert Schulz                      | Heer         | Oberstleutnant               | Panzer-Regiment 25                                     | 06 Ago 1943         | 9. Diamantes 14 Dez 1943                                             |
| 34  | Günther Rall                         | Luftwaffe    | Hauptmann                    | III./Jagdgeschwader 52                                 | 12 Set 1943         |                                                                      |
| 35  | Hermann Hoth                         | Heer         | Generaloberst                | 4º Exército Panzer                                     | 15 Set 1943         |                                                                      |
| 36  | Josef Harpe                          | Heer         | General der Panzertruppe     | XXXXI Corpo Panzer                                     | 15 Set 1943         |                                                                      |
| 37  | Walter Nowotny                       | Luftwaffe    | Hauptmann                    | 1./Jagdgeschwader 54                                   | 22 Set 1943         | 8. Diamantes 19 Out 1943                                             |
| 38  | Waldemar von Gazen                   | Heer         | Major                        | Panzergrenadier-Regiment 66                            | 03 Out 1943         |                                                                      |
| 39  | August Dieckmann*                    | Waffen-SS    | SS-Obersturmbannführer       | SS-Panzergrenadier-Regiment 10                         | 10 Out 1943         | Morto em Ação 10 Out 1943                                            |
| 40  | Günther Hans von Kluge               | Heer         | Generalfeldmarschall         | Heeresgruppe Mitte                                     | 29 Out 1943         |                                                                      |
| 41  | Gerhard von Schwerin                 | Heer         | Generalmajor                 | 16ª Divisão de Infantaria                              | 04 Nov 1943         |                                                                      |
| 42  | Hans-Ulrich Rudel                    | Luftwaffe    | Hauptmann                    | II./Sturzkampfgeschwader 2                             | 25 Nov 1943         | 10. Diamantes 29 Mar 1944 1. Folhas de Carvalho Douradas 29 Dez 1944 |
| 43  | Hajo Herrmann                        | Luftwaffe    | Oberst                       | Inspekteur d. dt. Luftverteidigung                     | 23 Jan 1944         |                                                                      |
| 44  | Heinrich Prinz zu Sayn-Wittgenstein* | Luftwaffe    | Major                        | Nachtjagdgeschwader 2                                  | 23 Jan 1944         | Morto em Ação 21 Jan 1944                                            |
| 45  | Erich Bärenfänger                    | Heer         | Major                        | III./Gren.Rgt. 123                                     | 23 Jan 1944         |                                                                      |
| 46  | Dietrich von Saucken                 | Heer         | Generalleutnant              | 4ª Divisão Panzer                                      | 31 Jan 1944         | 27. Diamantes 08 Mai 1945                                            |
| 47  | Herbert Otto Gille                   | Waffen-SS    | SS-Gruppenführer             | SS-Panzergrenadier Division "Wiking"                   | 20 Fev 1944         | 12. Diamantes 19 Abr 1944                                            |
| 48  | Hermann Breith                       | Heer         | General der Panzertruppe     | III Corpo Panzer                                       | 21 Fev 1944         |                                                                      |
| 49  | Franz Bäke                           | Heer         | Oberstleutnant               | Panzer-Regiment 11                                     | 21 Fev 1944         |                                                                      |
| 50  | Hasso-Eccard von Manteuffel          | Heer         | Generalleutnant              | 7ª Divisão Panzer                                      | 22 Fev 1944         | 24. Diamantes 18 Fev 1945                                            |
| 51  | Egon Mayer*                          | Luftwaffe    | Oberstleutnant               | Jagdgeschwader 2 "Richthofen"                          | 02 Mar 1944         | Morto em Ação 02 Mar 1944                                            |
| 52  | Gerhard Barkhorn                     | Luftwaffe    | Hauptmann                    | II./Jagdgeschwader 52                                  | 02 Mar 1944         |                                                                      |
| 53  | Franz Griesbach                      | Heer         | Oberst                       | Gren.Rgt. 399                                          | 6 Mar 1944          |                                                                      |
| 54  | Werner Streib                        | Luftwaffe    | Major                        | Nachtjagdgeschwader 1                                  | 11 Mar 1944         |                                                                      |
| 55  | Richard Heidrich                     | Luftwaffe    | Generalleutnant              | 1. Fallschirmjäger Division                            | 25 Mar \|1944       |                                                                      |
| 56  | Hinrich Schuldt*                     | Waffen-SS    | SS-Oberführer                | 2. lett. SS-Freiw. Brigade                             | 25 Mar 1944         | Morto em Ação 15 Mar 1944                                            |
| 57  | Georg-Wilhelm Postel                 | Heer         | Generalleutnant              | 320ª Divisão de Infantaria                             | 26 Mar 1944         |                                                                      |
| 58  | Wend von Wietersheim                 | Heer         | Generalmajor                 | 11ª Divisão Panzer                                     | 26 Mar 1944         |                                                                      |
| 59  | Von Manstein                         | Heer         | Generalfeldmarschall         | Heeresgruppe Süd                                       | 30 Mar 1944         |                                                                      |
| 60  | Ewald von Kleist                     | Heer         | Generalfeldmarschall         | Heeresgruppe A                                         | 30 Mar 1944         |                                                                      |
| 61  | Alwin Boerst*                        | Luftwaffe    | Major                        | I./Schlachtgeschwader 2                                | 6 Abr 1944          | Morto em Ação 30 Mar 1944                                            |
| 62  | Ernst Kupfer*                        | Luftwaffe    | Oberst                       | Sturzkampfgeschwader 2                                 | 11 Abr 1944         | Morto em Acidente Aereo 06 Nov 1943                                  |
| 63  | Hans Kreysing                        | Heer         | General der Gebirgstruppen   | XVII. Armeekorps                                       | 13 Abr 1944         |                                                                      |
| 64  | Hans Jordan                          | Heer         | General der Infanterie       | VI Corpo de Exército                                   | 20 Abr 1944         |                                                                      |
| 65  | Hermann Priess                       | Waffen-SS    | SS-Brigadeführer             | 3. SS-Panzer Division                                  | 24 Abr 1944         |                                                                      |
| 66  | Albrecht Brandi                      | Kriegsmarine | Kapitänleutnant              | Comandante do U-380                                    | 09 Mai 1944         | 22. Diamantes 24 Nov 1944                                            |
| 67  | Ludwig Heilmann                      | Luftwaffe    | Oberst                       | Fallschirmjäger-Regiment 3                             | 15 Mai 1944         |                                                                      |
| 68  | Georg-Hans Reinhardt                 | Heer         | Generaloberst                | 3º Exército Panzer                                     | 26 Mai 1944         |                                                                      |
| 69  | Horst Niemack                        | Heer         | Oberst                       | Pz.Füs.Rgt. "Großdeutschland"                          | 4 Jun 1944          |                                                                      |
| 70  | Alfons König                         | Heer         | Oberstleutnant               | Grenadier-Regiment 199                                 | 09 Jun 1944         |                                                                      |
| 71  | Michael Wittmann                     | Waffen-SS    | SS-Hauptsturmführer          | schwere SS-Pz.Abt. 101.                                | 22 Jun 1944         |                                                                      |
| 72  | Eduard Dietl*                        | Heer         | Generaloberst                | 20º Exército de Montanha                               | 01 Jul 1944         | Morto em Acidente Aereo 23 June 1944                                 |
| 73  | Josef Priller                        | Luftwaffe    | Oberstleutnant               | Jagdgeschwader 26                                      | 02 Jul 1944         |                                                                      |
| 74  | Friedrich Lang                       | Luftwaffe    | Major                        | III./Schlachtgeschwader 1                              | 02 Jul 1944         |                                                                      |
| 75  | Erich Hartmann                       | Luftwaffe    | Oberleutnant                 | 9./Jagdgeschwader 52                                   | 02 Jul 1944         | 18. Diamantes 25 Ago 1944                                            |
| 76  | Smilo Freiherr von Lüttwitz          | Heer         | Generalleutnant              | 26ª Divisão Panzer                                     | 04 Jul 1944         |                                                                      |
| 77  | Hans Dorr                            | Waffen-SS    | SS-Sturmbannführer           | SS-Panzergrenadier-Regiment 9                          | 09 Jul 1944         |                                                                      |
| 78  | Anton Hackl                          | Luftwaffe    | Major                        | III./Jagdgeschwader 11                                 | 09 Jul 1944         |                                                                      |
| 79  | Reiner Stahel                        | Heer         | Generalmajor                 | Fester Platz Wilna                                     | 18 Jul 1944         |                                                                      |
| 80  | Theodor Tolsdorff                    | Heer         | Oberstleutnant               | Gren.Rgt. 1067                                         | 18 Jul 1944         | 25. Diamantes 18 Mar 1945                                            |
| 81  | Fritz Bayerlein                      | Heer         | Generalleutnant              | Panzer Lehr Division                                   | 20 Jul 1944         |                                                                      |
| 82  | Johannes Steinhoff                   | Luftwaffe    | Oberstleutnant               | Jagdgeschwader 77                                      | 28 Jul 1944         |                                                                      |
| 83  | Hermann Fegelein                     | Waffen-SS    | SS-Gruppenführer             | 8. SS-Freiw. Kav. Division                             | 30 Jul 1944         |                                                                      |
| 84  | Heinz-Wolfgang Schnaufer             | Luftwaffe    | Hauptmann                    | IV./Nachtjagdgeschwader 1                              | 30 Jul 1944         | 21. Diamantes 16 Out 1944                                            |
| 85  | Fritz von Scholz*                    | Waffen-SS    | SS-Gruppenführer             | 11. SS-Freiw. Pzanzergrenadier Division                | 08 Ago 1944         | Morto em Ação 28 Jul 1944                                            |
| 86  | Felix Steiner                        | Waffen-SS    | SS-Obergruppenführer         | III. germ. SS-Panzerkorps                              | 10 Ago 1944         |                                                                      |
| 87  | Walter Fries                         | Heer         | Generalleutnant              | 29. Panzergrenadier Division                           | 11 Ago 1944         |                                                                      |
| 88  | Kurt Bühlingen                       | Luftwaffe    | Major                        | Jagdgeschwader 2 "Richthofen"                          | 14 Ago 1944         |                                                                      |
| 89  | Johannes Mayer                       | Heer         | Generalleutnant              | 329ª Divisão de Infantaria                             | 23 Ago 1944         |                                                                      |
| 90  | Paul Hausser                         | Waffen-SS    | SS-Oberstgruppenführer       | 7º Exército                                            | 28 Ago 1944         |                                                                      |
| 91  | Kurt Meyer                           | Waffen-SS    | SS-Standartenführer          | 12. SS-Panzer-Division                                 | 27 Ago 1944         |                                                                      |
| 92  | Robert Ritter von Greim              | Luftwaffe    | Generaloberst                | Luftflotte 6                                           | 28 Ago 1944         |                                                                      |
| 93  | Ferdinand Schörner                   | Heer         | Generaloberst                | Heeresgruppe Nord                                      | 28 Ago 1944         | 23. Diamantes 01 Jan 1945                                            |
| 94  | Theodor Wisch                        | Waffen-SS    | SS-Brigadeführer             | 1. SS-Panzer Division "LSSAH"                          | 30 Ago 1944         |                                                                      |
| 95  | Otto Baum                            | Waffen-SS    | SS-Standartenführer          | 2. SS-Panzer Division Das Reich                        | 02 Set 1944         |                                                                      |
| 96  | Hans Kroh                            | Luftwaffe    | Oberst                       | 2. Fallschirmjäger-Division                            | 12 Set 1944         |                                                                      |
| 97  | Wilhelm Wegener                      | Heer         | General der Infanterie       | L Corpo de Exército                                    | 17 Set 1944         |                                                                      |
| 98  | Theodor Nordmann                     | Luftwaffe    | Major                        | II./Schlachtgeschwader 1                               | 17 Set 1944         |                                                                      |
| 99  | Hermann-Bernhard Ramcke              | Luftwaffe    | Generalleutnant              | fortress Brest                                         | 19 Set 1944         | 20. Diamantes 19 Set 1944                                            |
| 100 | Otto von Knobelsdorff                | Heer         | General der Panzertruppe     | XXXX Corpo Panzer                                      | 21 Set 1944         |                                                                      |
| 101 | Karl Mauss                           | Heer         | Generalmajor                 | 7ª Divisão Panzer                                      | 23 Out 1944         | 26. Diamantes 15 Abr 1945                                            |
| 102 | Werner Ziegler                       | Heer         | Major                        | Gren.Rgt. 186                                          | 23 Out 1944         |                                                                      |
| 103 | Fritz Feßmann*                       | Heer         | Hauptmann                    | Pz.Aufkl.Abt. 5                                        | 23 Out 1944         | Morto em Ação 11 Out 1944                                            |
| 104 | Hermann Recknagel                    | Heer         | General der Infanterie       | XXXXII Corpo de Exército                               | 23 Out 1944         |                                                                      |
| 105 | Maximilian von Edelsheim             | Heer         | Generalleutnant              | 24ª Divisão Panzer                                     | 23 Out 1944         |                                                                      |
| 106 | Hans Källner                         | Heer         | Generalleutnant              | 19ª Divisão Panzer                                     | 23 Out 1944         |                                                                      |
| 107 | Werner Mummert                       | Heer         | Oberst                       | Panzergrenadier-Regiment 103                           | 23 Out 1944         |                                                                      |
| 108 | Josef Wurmheller*                    | Luftwaffe    | Hauptmann                    | Jagdgeschwader 2 "Richthofen"                          | 24 Out 1944         | Morto em Ação 22 Jun 1944                                            |
| 109 | Hermann Hohn                         | Heer         | Generalmajor                 | 72ª Divisão de Infantaria                              | 31 Out 1944         |                                                                      |
| 110 | Hans von Obstfelder                  | Heer         | General der Infanterie       | LXXXVI Corpo de Exército                               | 5 Nov 1944          |                                                                      |
| 111 | Ernst-Günther Baade                  | Heer         | Generalleutnant              | 90. Panzergrenadier Division                           | 16 Nov 1944         |                                                                      |
| 112 | Karl-Lothar Schulz                   | Luftwaffe    | Oberst                       | 1. Fallschirmjäger Division                            | 18 Nov 1944         |                                                                      |
| 113 | Otto Kittel                          | Luftwaffe    | Oberleutnant                 | 2./Jagdgeschwader 54                                   | 25 Nov 1944         |                                                                      |
| 114 | Georg von Boeselager*                | Heer         | Oberstleutnant               | 3. Kav. Brigade                                        | 28 Nov 1944         | Morto em Ação 27 Ago 1944                                            |
| 115 | Helmuth Weidling                     | Heer         | General der Artillerie       | XXXXI Corpo Panzer                                     | 28 Nov 1944         |                                                                      |
| 116 | Heinz Harmel                         | Waffen-SS    | SS-Brigadeführer             | 10. SS-Panzer Division                                 | 15 Dez 1944         |                                                                      |
| 117 | Traugott Herr                        | Heer         | General der Panzertruppe     | LXXVI Corpo Panzer                                     | 18 Dez 1944         |                                                                      |
| 118 | Alfred-Hermann Reinhardt             | Heer         | Generalleutnant              | 98ª Divisão de Infantaria                              | 24 Dez 1944         |                                                                      |
| 119 | Joachim Peiper                       | Waffen-SS    | SS-Obersturmbannführer       | SS-Panzer-Regiment 1                                   | 11 Jan 1945         |                                                                      |
| 120 | Walter Krüger                        | Waffen-SS    | SS-Obergruppenführer         | VI. Waffen-AK der SS                                   | 11 Jan 1945         |                                                                      |
| 121 | Wolfgang Kretzschmar*                | Heer         | Oberst                       | Jäger-Rgt. 24 (L)                                      | 12 Jan 1945         | Morto em Ação 27 Dez 1944                                            |
| 122 | Lothar Rendulic                      | Heer         | Generaloberst                | 20º Exército de Montanha                               | 18 Jan 1945         |                                                                      |
| 123 | Maximilian Wengler                   | Heer         | Generalmajor                 | 227ª Divisão de Infantaria                             | 21 Jan 1945         |                                                                      |
| 124 | Walther Nehring                      | Heer         | General der Panzertruppe     | XXIV Corpo Panzer                                      | 22 Jan 1945         |                                                                      |
| 125 | Hermann Hogeback                     | Luftwaffe    | Oberstleutnant               | KG 6                                                   | 26 Jan 1945         |                                                                      |
| 126 | Erich Rudorffer                      | Luftwaffe    | Major                        | II./Jagdgeschwader 54                                  | 26 Jan 1945         |                                                                      |
| 127 | Friedrich Kirchner                   | Heer         | General der Panzertruppe     | LVII Corpo Panzer                                      | 26 Jan 1945         |                                                                      |
| 128 | Friedrich-Wilhelm Müller             | Heer         | General der Infanterie       | LXVIII Corpo de Exército                               | 27 Jan 1945         |                                                                      |
| 129 | Helmut Dörner                        | Waffen-SS    | SS-Oberführer                | 4. SS-Polizei Panzergrenadier Division                 | 01 Fev 1945         |                                                                      |
| 130 | Ernst-Wilhelm Reinert                | Luftwaffe    | Oberleutnant                 | 14./Jagdgeschwader 27                                  | 01 Fev 1945         |                                                                      |
| 131 | Erich Walther                        | Luftwaffe    | Oberst                       | Fallschirm-Panzergrenadier-Division 2 "Hermann Göring" | 01 Fev 1945         |                                                                      |
| 132 | Max Sachsenheimer                    | Heer         | Generalmajor                 | 17ª Divisão de Infantaria                              | 06 Fev 1945         |                                                                      |
| 133 | Von Rundstedt                        | Heer         | Generalfeldmarschall         | OB West                                                | 18 Fev 1945         |                                                                      |
| 134 | Dietrich von Müller                  | Heer         | Generalmajor                 | 16. Panzer-Division                                    | 20 Fev 1945         |                                                                      |
| 135 | Friedrich Schulz                     | Heer         | General der Infanterie       | 17º Exército                                           | 26 Fev 1945         |                                                                      |
| 136 | Gotthard Heinrici                    | Heer         | Generaloberst                | 1º Exército Panzer                                     | 03 Mar 1945         |                                                                      |
| 137 | Heinz-Georg Lemm                     | Heer         | Oberstleutnant               | Füs.Rgt. 27                                            | 15 Mar 1945         |                                                                      |
| 138 | Otto Kumm                            | Waffen-SS    | SS-Brigadeführer             | 7. SS-Freiw. Gebirgs Division                          | 17 Mar 1945         |                                                                      |
| 139 | Walter Hartmann                      | Heer         | General der Artillerie       | VIII Corpo de Exército                                 | 18 Mar 1945         |                                                                      |
| 140 | Georg Bochmann                       | Waffen-SS    | SS-Standartenführer          | 18. SS-Freiw. Panzergrenadier Division                 | 26 Mar 1945         |                                                                      |
| 141 | Arthur Jüttner                       | Heer         | Oberst                       | Gren.Rgt. 164                                          | 05 Abr 1945         |                                                                      |
| 142 | Hermann von Oppeln-Bronikowski       | Heer         | Generalmajor                 | 20ª Divisão Panzer                                     | 17 Abr 1945         |                                                                      |
| 143 | Hellmuth Mäder                       | Heer         | Generalmajor                 | Führer-Grenadier Division                              | 18 Abr 1945         |                                                                      |
| 144 | Werner Schröer                       | Luftwaffe    | Major                        | Jagdgeschwader 3 "Udet"                                | 19 Abr 1945         |                                                                      |
| 145 | Wilhelm Batz                         | Luftwaffe    | Major                        | II./Jagdgeschwader 52                                  | April\|1945         |                                                                      |
| 146 | Johannes Blaskowitz                  | Heer         | Generaloberst                | OB Niederlande                                         | 24 Abr 1945         |                                                                      |
| 147 | Hermann Niehoff                      | Heer         | General der Infanterie       | Festung Breslau                                        | 26 Abr 1945         |                                                                      |
| 148 | Hermann-Heinrich Behrend             | Heer         | Generalmajor                 | 490ª Divisão de Infantaria                             | 26 Abr 1945         |                                                                      |
| 149 | Karl Decker*                         | Heer         | General der Panzertruppe     | XXXIX Corpo Panzer                                     | 26 Abr 1945         | Cometeu Suicidio 21 Abr 1945                                         |
| 150 | Otto Weidinger                       | Waffen-SS    | SS-Obersturmbannführer       | SS-Panzergrenadier-Regiment 4 "Der Führer"             | 06 Mai 1945         |                                                                      |
| 151 | Günther-Eberhardt Wisliceny          | Waffen-SS    | SS-Obersturmbannführer       | SS-Panzergrenadier-Regiment 3 "Deutschland"            | 06 Mai 1945         |                                                                      |
| 152 | Sylvester Stadler                    | Waffen-SS    | SS-Oberführer                | 9. SS-Panzer Division                                  | 06 Mai 1945         |                                                                      |
| 153 | Wilhelm Bittrich                     | Waffen-SS    | SS-Obergruppenführer         | II Corpo Panzer SS                                     | 06 Mai 1945         |                                                                      |
| 154 | Fritz-Hubert Gräser                  | Heer         | General der Panzertruppe     | 4º Exército Panzer                                     | 08 Mai 1945         |                                                                      |
| 155 | Eugen Meindl                         | Luftwaffe    | General der Fallschirmtruppe | II. Fallschirmkorps                                    | 08 Mai 1945         |                                                                      |
| 156 | Karl Thieme                          | Heer         | Oberstleutnant               | Panzergrenadier-Regiment 111                           | 09 Mai 1945         |                                                                      |
| 157 | Heinrich Freiherr von Lüttwitz       | Heer         | General der Panzertruppe     | XXXXVII Corpo Panzer                                   | 09 Mai 1945         |                                                                      |
| 158 | Otto Hitzfeld                        | Heer         | General der Infanterie       | LXVII Corpo de Exército                                | 09 Mai 1945         |                                                                      |
| 159 | Josef Bremm                          | Heer         | Oberstleutnant               | 5./Infanterie-Regiment 426                             | 09 Mai 1945         |                                                                      |
|     | Isoroku Yamamoto*                    |              | Fleet Admiral                | Commander-in-chief of the IJN Combined Fleet           | 27 Mai 1943         | Morto em Ação 18 Abr 1943                                            |